# Hylopezus auricularis
A Hylopezus auricularis a madarak osztályának verébalakúak (Passeriformes) rendjébe és a hangyászpittafélék (Grallariidae) családjába tartozó faj.

## Rendszerezése
A fajt Nils Carl Gustaf Fersen Gyldenstolpe svéd zoológus írta le 1941-ben, a Grallaria nembe Grallaria auricularis néven.

## Előfordulása
Bolívia északi részén, nagyon kis területen honos. Természetes élőhelyei a szubtrópusi és trópusi síkvidéki esőerdők és bokrosok. Állandó, nem vonuló faj.

## Megjelenése
Testhossza 14 centiméter.

## Életmódja
Rovarokkal táplálkozik, melyet egyedül, vagy párban, a talajon keresgél.

## Szaporodása
Fészekalja 1-3 tojásból áll.

## Természetvédelmi helyzete
Az elterjedési területe kicsi, egyedszáma pedig csökken. A Természetvédelmi Világszövetség Vörös listáján sebezhető fajként szerepel.